# 詹子晴
詹子晴（原名詹雅文，1988年4月11日—），台灣女藝人，藝名丫頭，活躍於各大綜藝節目。2013年起成為主持人吳宗憲成立的經紀公司「傑克傳播」及「容易文創」旗下藝人，2023年離開容易文創自立門戶。

## 演藝生涯
在《我愛黑澀會》節目中表現亮眼，被選為第一批正式出道的九位黑Girl（前稱 黑澀會美眉）成員之一。2013年起，丫頭開始以本名「詹子晴」出席綜藝節目。同年5月，她更開放自己的YouTube頻道，重新記錄自《黑澀會》時自己私底下的生活。

## 個人生活
詹子晴曾就讀臺北市立東湖國民中學，二年級休學，後就讀台北市私立中興高級中學與醒吾科技大學應用英語科。詹為左撇子，由外婆遺傳下來、講話時高音頻且嬌嗲的娃娃音音色，為一大個人特色。她的外公是韓國人，外婆是山東人，母親是在韓國出生，外婆和舅舅居住在韓國馬山市。
2014年，詹子晴被媒體拍到和王惟立交往，之前曾被媒體拍到協助前男友顧店，兩人曾經在2016年一度分手大約一年多，但期間兩人仍維持朋友關係，後在男方的重新追求下在2018年復合。2020年4月12日詹子晴在社交平台上表示王惟立求婚成功，後於同年5月28日公佈兩人正式登記結婚。
除了演藝事業以外，詹子晴亦擁有個人副業投資。其中她投資經營的飲料店「不要對我尖叫」至2018年12月時，在台灣已有11家分店，其中3家是直營店，每間店的平均月營業額破新台幣百萬元，在台灣、香港、北京、廈門、大阪皆開設分店。此外，詹子晴跨足飲料店、燒肉店、餐酒館和酒吧，每間店的投資金額皆約百萬元以上，她表示自己大約花三至四個月將投入的成本賺回。

## 爭議
詹子晴在就讀高中時曾擔任股票秘書，月薪為2萬。另外，老闆還向她提出要求，一個月給30萬包養她，丫頭表示不妥，工作4個月就沒再繼續。事隔2年後，再度被問起此事，她的說法都和之前談到股票秘書一事時相符，但這次她改口將包養價格從原本的30萬變成10萬。被影射的前老闆蔡漢凱向媒體憤怒指控是詹子晴主動提出一個月6萬的包養價，他當時則要詹成年後去找別人。蔡漢凱表示，當初是因朋友介紹，了解她家裡的經濟情況，才提供這個工作職位給她，還出錢讓一家人回韓國，但丫頭後來卻預支薪水、翹班、不告而別，甚至離職後還傳簡訊給他借錢，讓他忍不住說：「大家都是看她好像很可憐才幫助她，不是要她拿來當做上節目胡扯的內容。」並在雜誌專訪中憤怒表示：「明明當初就是她自己問我要不要以每月六萬元包養她，卻總是亂編這件事來騙通告，對話紀錄與借據我都留著，她到底還想騙到什麼時候？」

## 主持作品

### 影視节目
| 日期                          | 播出頻道   | 節目名稱                | 性質                    |
| ----------------------------- | ---------- | ----------------------- | ----------------------- |
| 2005年－2006年                | TVBS歡樂台 | 娛樂新聞─美眉ㄅㄠˋㄅㄠˋ | 主持                    |
| 2005年－2009年                | Channel V  | 我愛黑澀會              | 美眉／助教              |
| 2006年－2008年                | Channel V  | 模范棒棒堂              | 助教                    |
| 2006年－2010年                | Channel V  | 流行 in house           | 助理主持                |
| 2007年－2009年                | Channel V  | 美眉普普風              | VJ                      |
| 2009年10月12日－2011年2月3日  | Channel V  | 我愛黑澀棒棒堂          | 美眉                    |
| 2009年                        | 緯來綜合台 | 電玩快打                | 代班主持                |
| 2010年 - 2011年               | 東南衛視   | 越秀越開心              | 主持                    |
| 2010年                        | 星空衛視   | Lady呱呱                | 主持                    |
| 2010年12月17日                | 八大綜合台 | 娛樂百分百              | 外景主持                |
| 2010年11月10日、2011年1月24日 | 八大綜合台 | 娛樂百分百              | 代班主持                |
| 2011年7月2日                  | 華視       | 天才衝衝衝              | 代班主持                |
| 2012年7月16日 - 10月8日       | 八大綜合台 | 美眉向前行              | 主持                    |
| 2014年                        | 中天綜合台 | 真的不一樣              | 主持                    |
| 2016年9月-12月                | 愛奇藝     | 撕人訂制                | 第一季固定嘉賓          |
| 2017年                        | 90LIVE直播 | 時尚晴報局              | 主持                    |
| 2017年                        | 騰訊視頻   | 開心相對論              | 第一季固定嘉賓          |
| 2021年                        | 三立都會台 | 大老闆聯盟              | 第二季與黃子佼搭檔 主持 |

### 大型活動
- 《2007台北最HIGH新年城跨年晚會》（2006/12/31）
- 《第十三屆華語榜中榜—星光大道主持人》（2010/03/28）
- 《第十五屆全球華語榜中榜—星光大道主持人》（2011/04/15）
- 《第十五屆全球華語榜中榜—後台得獎區主持》（2011/04/15）
- 《第十六屆全球華語榜中榜—星光大道主持人》（2012/04/13）
- 《2017花Young台中跨年晚會HAPPY NEW YEAR跨年晚會-后里麗寶樂園場-主持人》（2016/12/31）

## 演出作品

### 电视劇與網路劇
| 年份   | 播出頻道                   | 劇名                             | 飾演           | 備註       |
| 2006年 | 三立                       | 住左邊住右邊（第四季全民拼幸福） | 小玉           |            |
| 2007年 | 民視 衛視中文台            | 黑糖瑪奇朵                       | 洪亞庭（丫頭） | 第二女主角 |
| 2008年 | 衛視中文台                 | 黑糖群俠傳                       | 陸見寧         | 第二女主角 |
| 2009年 | Channel V                  | 廖問之越V風雲（短片）            | 小祿的老婆     | 第二女主角 |
| 2011年 | 超視                       | 33故事館之妹妹情人夢             | 宜蓁           | 單元女主角 |
| 2011年 | 華視                       | 莒光園地 軍法教育單元劇「迷惘」  | 胡茵茵         | 單元女主角 |
| 2014年 | 樂視網                     | 天后之征                         | 陸筱晴         |            |
| 2015年 | 樂視網                     | 阿宪走着瞧                       | 如花           |            |
| 2015年 | 愛奇藝                     | 澀世紀傳說                       | 高脈脈         | 客串       |
| 2016年 | 芒果TV、八大綜合台、愛奇藝 | 終極遊俠                         | 小慧           |            |
| 2016年 | 中視                       | 美好年代                         | 悠悠           | 客串       |
| 2024年 | 東森戲劇台、MyVideo        | X！又是星期一                    | 何予雯         |            |

### 電影
| 年份   | 戲名           | 飾演         | 性質 |
| 2012年 | 寶島雙雄       | 紀念品銷售員 | 客串 |
| 2014年 | 逆轉勝         | 花花         |      |
| 2015年 | 台北夜遊團團轉 | 女警         | 客串 |
| 2016年 | 大顯神威       | 信徒         | 客串 |
| 2017年 | 請愛我的女朋友 | 小芳         |      |

### 網路電影
| 年份   | 戲名                   | 飾演 | 性質 |
| 2016年 | 廢材英雄聯盟(中國大陸) | 落音 |      |
| 2016年 | 校園武林榜(中國大陸)   | 吳晴 |      |

### 微電影
| 年份   | 戲名               | 飾演      | 性質 |
| 2012年 | 聖境傳說（代言人） | Party女王 | 主角 |

### 配音
- 《校園武林榜》網路大電影(吳晴)
- 電影版（聲音演出-麗莎）
- 《寶島雙雄電影版歌曲》(哪個)

### 音乐录影带
| 日期       | 歌手           | MV名稱         | 收錄專輯   | 唱片公司 | 演出                                       |
| 2006-10-13 | 吳克群         | 《男傭》       | 《將軍令》 | 艾迴     | 吳克群、MeiMei、鬼鬼、Apple、彤彤、洪詩    |
| 2019-05-08 | 陳零九、邱鋒澤 | 《天黑請閉眼》 | 《單曲》   | 滾石唱片 | 趙正平、徐凱希、吳心緹、婁峻碩、小賴、愷樂 |

## 音樂作品

### 團體時期作品
- 原聲帶

| 唱片 | 唱片資料 | 曲目                                                                          |
| ---- | --- | ----------------------------------------------------------------------------- |
| OST  | 黑糖群俠傳電視原聲帶(CD) - 發行日期：2008年10月3日 - 唱片公司：金牌大風 - 參與成員：丫頭、小薰、小蠻 - 與Lollipop棒棒堂-小煜、阿緯、王子合作 | 1. Dear Baby（黑Girl-小薰、丫頭、小蠻 & Lollipop棒棒堂-小煜、阿緯、王子合唱） |

## 出版品

### 書籍
- 《黑糖群俠傳電視小說》（小薰、丫頭、小蠻、MeiMei）
- 《黑糖群俠傳寫真秘笈》（小薰、丫頭、小蠻、MeiMei）
- 《Hey Girl Friend》（大牙、MeiMei、丫頭、小薰、Apple、甯兒）

## 綜藝節目
- 2023年 衛視中文台台視 嗨！營業中第2季 客人

## 獎項紀錄
- 2012年 《最佳新晉組合獎》
- 2010年 《CCTV風雲音樂亞洲最受關注組合獎》

## 外部連結
- 詹子晴丫頭的Facebook專頁
- 詹子晴丫頭的新浪微博
- YouTube上的丫頭☆詹子晴頻道